# Comitatul Eberstein

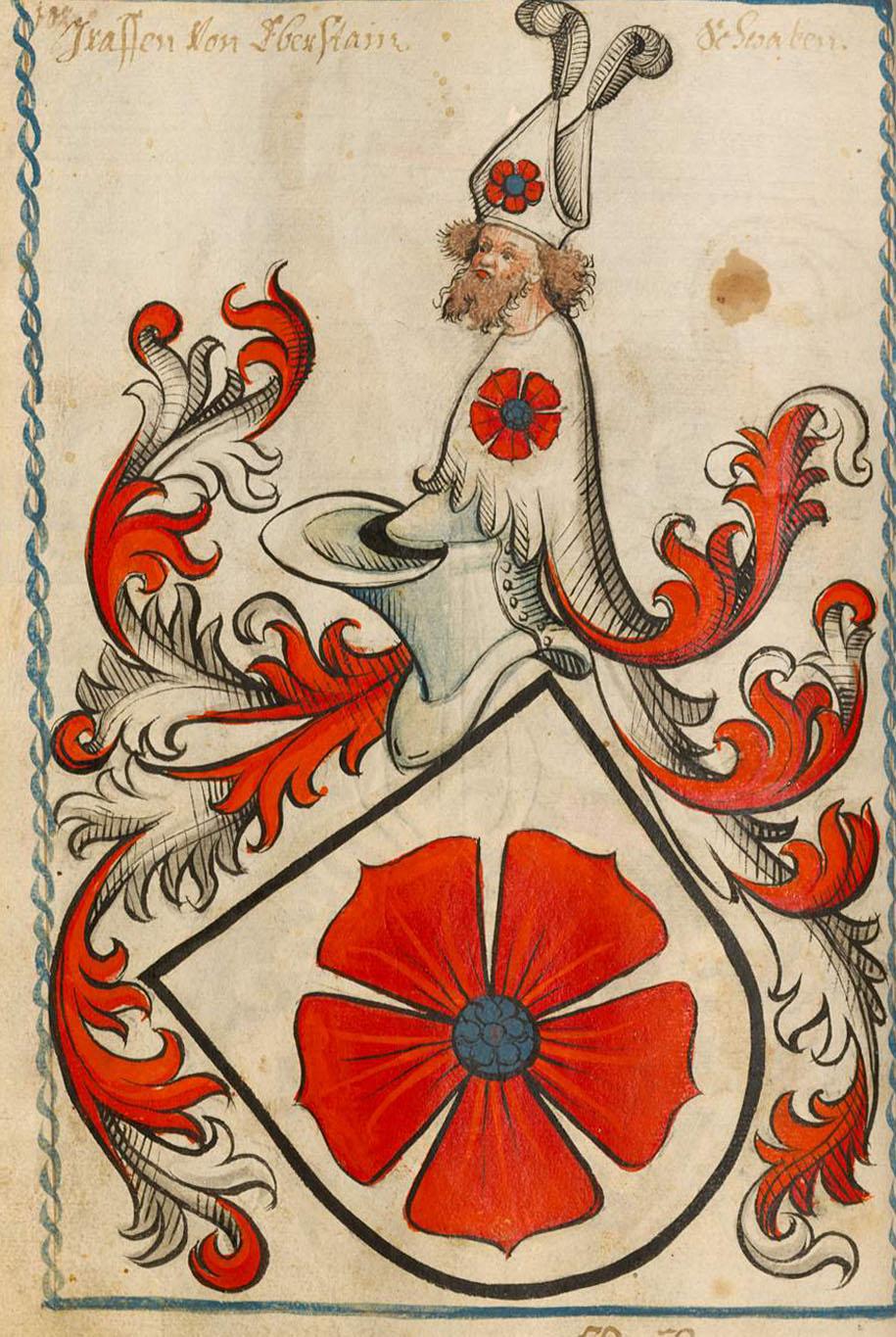
Blazonul conților de Eberstein

Comitatul Eberstein (în germană Grafschaft Eberstein) a fost un teritoriu al Sfântului Imperiu Roman care a existat între 1085 și 1660. La început suveranii acestui teritoriu au purtat titlul de baroni. Din 1195 ei au folosit titlul de conte. Numele comitatului provine de la castelul ancestral omonim al suveranilor „Eberstein” (Alt-Eberstein). Castelul este situat în districtul Ebersteinburg al actualului oraș Baden-Baden. Mai târziu, până la extincția liniei masculine a familiei în 1660, conții de Eberstein au rezidat în Castelul Neu Eberstein, lângă Gernsbach.

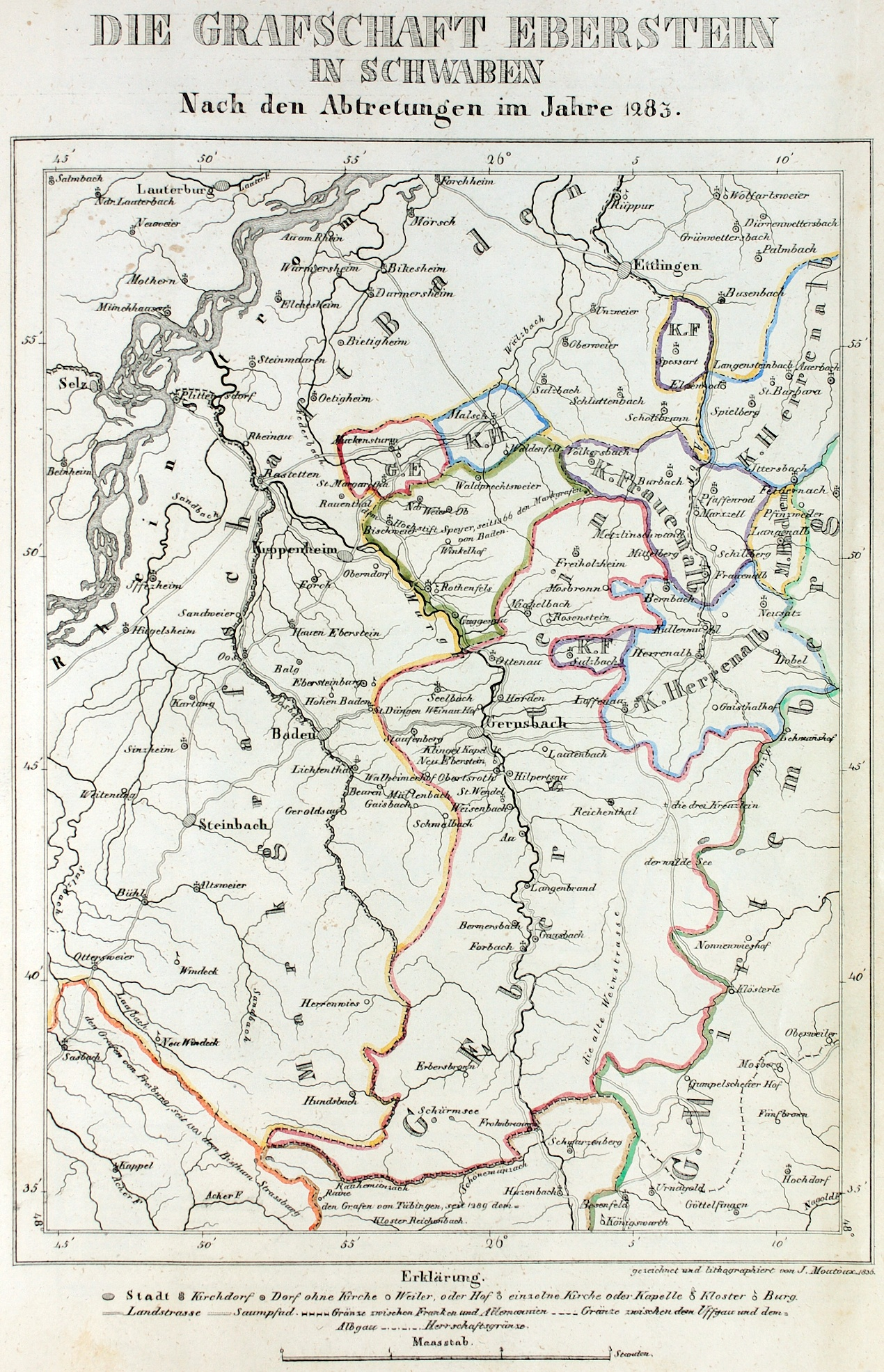
Harta comitatului Eberstein după cedările din 1283 (detaliu din Georg Heinrich Krieg von Hochfelden: Istoria conților de Eberstein în Swabia, 1836)

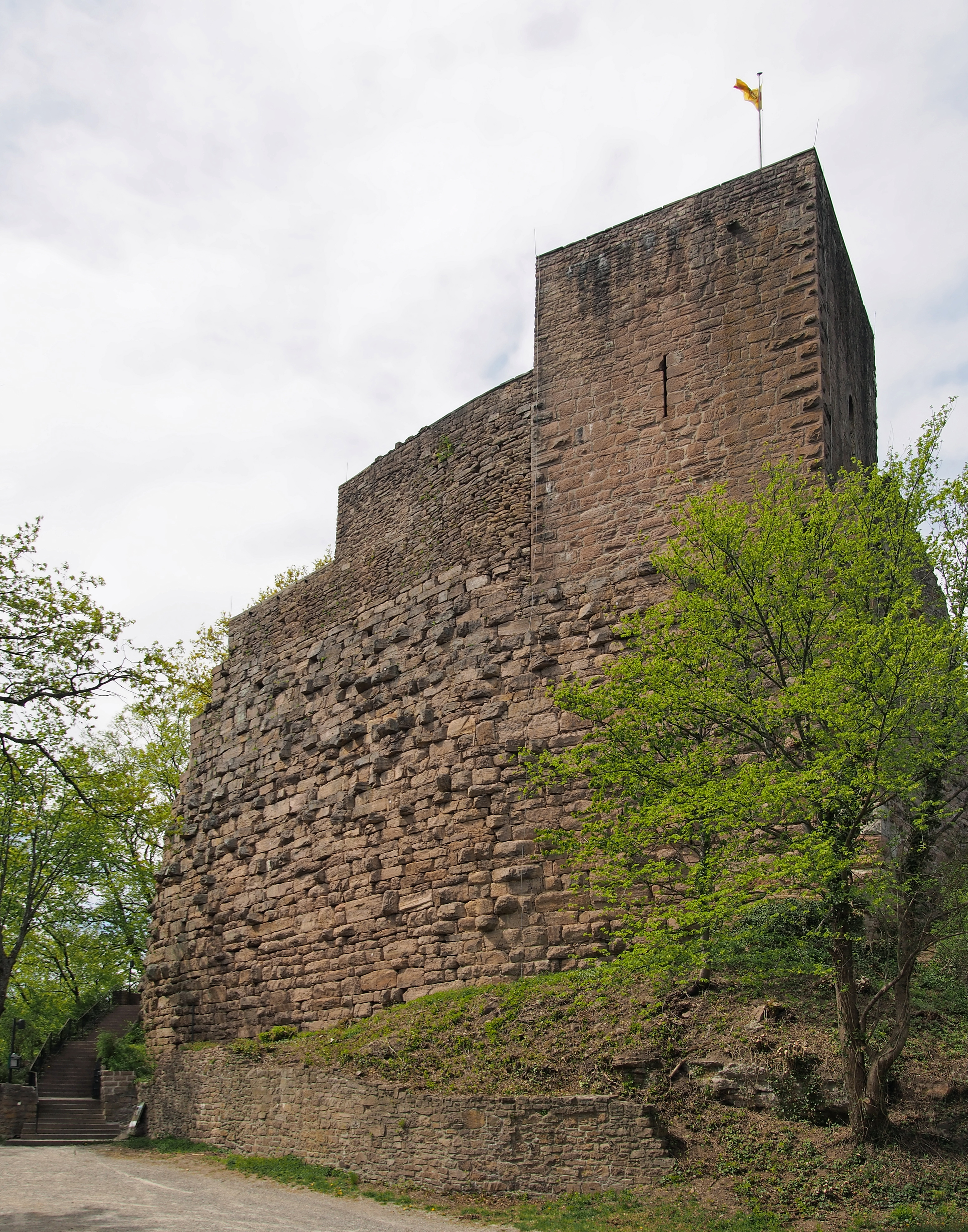
Ruinele Castelului Alt-Eberstein

Cu o singură excepție fii familiei Eberstein au fost conducătorii comitatului pe întreaga perioadă a existenței lui. Excepția a fost contele Simon de Eberstein (decedat înainte de 1281) care descindea doar pe linie maternă din această familie de conți, tatăl său fiind contele Henric al II-lea de Zweibrücken.